# La duquesa
La duquesa (en inglés, The Duchess) es una película basada en la novela biográfica de Amanda Foreman acerca de la vida de una aristócrata del siglo XVIII, Georgiana Cavendish, duquesa de Devonshire. La película se estrenó en septiembre de 2008 en el Reino Unido. Inicialmente iba a ser dirigida por Susanne Bier, pero el realizador fue finalmente Saul Dibb.

## Argumento
Desarrollada a fines del siglo XVlll, La Duquesa está basada en la vida de Georgiana Cavendish, la duquesa de Devonshire. Mientras que su hermosura, carisma y sentido de la moda la hacían conocida, su adicción a los juegos de azar le daban mala fama. Casada joven con el ya mayor y distante duque de Devonshire, un hombre infiel, Georgiana se convierte en un símbolo de la moda, una joven madre, una perspicaz política, conocida por los ministros y príncipes, y querida por el pueblo. Pero el tema principal de esta historia es la desesperada búsqueda del amor. La película muestra el apasionante y desafortunado amorío entre Georgiana y lord Charles Grey, futuro primer ministro, y el complejo triángulo amoroso que hubo con su esposo y su mejor amiga, Elizabeth Foster, Bess. Refleja fielmente una época de apariencias en las que solo eran tenidas en cuenta las que concernian a las mujeres, cuyos derechos eran nulos o casi nulos. Georgina bajo el chantaje de su madre y marido, tuvo que escoger o tener el amor de Charles Grey o renunciar a sus hijos. Georgiana pasados los años, cuando estaba a punto de morir concedió a Bess , su bendición para que se casara con el duque, pasando Bess a ser la segunda duquesa de Devonshire.

## Reparto
- Keira Knightley como Georgiana Cavendish, duquesa de Devonshire.
- Ralph Fiennes como Guillermo Cavendish, duque de Devonshire.
- Hayley Atwell como Bess Foster.
- Charlotte Rampling como Lady Spencer.
- Dominic Cooper como Lord Grey.
- Simon McBurney como Charles James Fox.
- Aidan McArdle como Richard Brinsley Sheridan.

## Producción
La Duquesa fue financiada por la BBC Films y Pathé. Fue filmada en los Twickenham Film Studios y en algunos sitios donde realmente vivió el personaje protagonista, como Chatsworth House. Otros palacios y lugares fueron Bath, Holkham Hall, Clandon Park, Kedleston Hall, Somerset House y la Universidad de Greenwich.
El papel principal cayó en manos de la actriz Keira Knightley. El director Saul Dibb dijo que dirigir The Duchess fue “una oportunidad de tomar a un personaje desde el final de su infancia –se casó a los 17 años- hasta su completa adultez, 10 años después”, esto también le dio la oportunidad al director de trabajar con Ralph Fiennes quien según el director fue la coestrella más completa con la que ha grabado.